# Aeroport de Dundo
L'aeroport de Dundo (codi IATA: DUE, codi OACI: FNDU) és un aeroport que serveix Dundo, a la província de Lunda-Nord a Angola.
La balisa no direccional de Dundo (Ident: DU) es troba al camp.